# Данилевська Надія Олександрівна
Наді́я Олекса́ндрівна Даниле́вська (*12 квітня 1960, м. Умань, Черкаська область, УРСР) — український педагог, поетеса, збирачка фольклору; членкиня НСПУ (1999); живе та працює в Києві.
Чоловік — український поет і етнолог Микола Ткач.

## З біографії
Надія Олександрівна Данилевська народилась в Умані.
Закінчила Ніжинський інститут імені Миколи Гоголя.
Працює (2010-і) вчителем-методистом київської ЗОШ номер 186.
Н. О. Данилевська — лауреатка Чернігівської обласної ім. М. Коцюбинського (2007) та премії «Благовіст».

## З творчого доробку
Н. О. Данилевська зібрала близько тисячі українських народних пісень, чимало інших видів та жанрів фольклору, етнографічних даних, здійснила описи місцевих говірок Чернігівщини. Авторка понад 50 публікацій про фольклор та етнографію у періодиці (часописи та газети «Україна», «Українська культура», «Сільські обрії» тощо). У творчому доробку Надії Данилевської — малюнки та витинанки.
Більшість фольклорних записів, переважно пісень, Н. О. Данилевська видала у співавторстві з поетом і чоловіком М. Ткачем.
Вибрана бібліографія:
- Власні поезії:
  - «Пелюстка світу» (1989; 2000);
  - «Золоті орелі» (1997);
  - «Око сопілки» (2000);
  - «У вічному продовженні» (2004);
  - «Мій полудень» (2009);
  - «Раю мій, раю, іде Коляда» (2011);
  - «Як мене забавляли» (2011);
- Поезія (упорядкування збірок):
  - «Великдень в українській поезії» (2009);
  - «Поведу веселу Коляду» (2010).
- Фольклор, фольклористика та етнографія:
  - «Вийди, вийди, Іванку» (1993);
  - «Влечальний міст (джерела української міфології)» (1995);
  - «Ішов Миколай» (2000);
  - «Перетик: Фольклорно-етнографічний портрет українського села» (2000);
  - «Хліб наш насущний» (2003);
  - «Ой ти, Калито, ой медовая» (2004);
  - «Просили батько, просили мати» (2005);
  - «Чумарочка рябесенька» (2011);
  - «Клен було, чим не дерево» (2014).

Є досвід публікації збірок пісень народного походження і авторських (власних та М. Ткача): «Ой ти, просо-волото» (2008), «Пісне моя» тощо.

## Факт
- Декілька пісень Надії Данилевської виконує хор «Гомін».

## Джерело
- Дмитренко М.К. Данилевська Надія Олександрівна / стаття в УФЕ том. 1, К., 2018. — С. 333